# Costa d'Amalfi (vino)
Il Costa d'Amalfi è una DOC riservata ad alcuni vini la cui produzione è consentita nelle province di Salerno.

## Zona di produzione
La zona di produzione comprende l’intero territorio dei comuni: Vietri, Cetara, Maiori, Minori, Ravello, Scala, Atrani, Tramonti, Furore, Praiano, Positano, Amalfi, Conca dei Marini, tutti in provincia di Salerno.
La Costa d'Amalfi DOC prevede le seguenti sottozone:
- Ravello

La zona di produzione comprende l’intero territorio dei comuni di Ravello, Scala, Minori, Atrani.
- Tramonti

La zona di produzione comprende l’intero territorio dei comuni di Tramonti e Maiori.
- Furore

La zona di produzione comprende l’intero territorio dei comuni di Furore, Praiano, Conca dei Marini, ed Amalfi.

## Tecniche di produzione
Il vino Costa d'Amalfi DOC può essere elaborato nella tipologia spumante col metodo della rifermentazione in bottiglia (metodo classico) purché affinato per almeno 24 mesi a partire dal 1º novembre dell’anno della vendemmia.
Il vino Costa d'Amalfi DOC rosso, designato con il nome delle sottozone Furore, Ravello e Tramonti, se immesso al consumo dopo un periodo di invecchiamento di 2 anni a decorrere dal 1º novembre dell'annata di produzione delle uve, di cui uno in legno, può portare in etichetta la specificazione "riserva".
Il vino Costa d'Amalfi DOC, con l’esclusione delle tipologia spumante, deve indicare obbligatoriamente l'annata di produzione delle uve.

## Disciplinare
Il Costa d'Amalfi DOC è stato istituito con DM 10 agosto 1995 pubblicato sulla Gazzetta Ufficiale n. 208 del 6 settembre 1995.
Successivamente è stato modificato con:
- DM 10 marzo 2011 GU 67 del 23 marzo 2011;
- DM 30 novembre 2011 GU 295 del 20 dicembre 2011 Pubblicato sul sito ufficiale del Mipaaf Sezione Qualità e Sicurezza Vini DOP e IGP
- La versione in vigore è stata approvata con DM 7 marzo 2014 Pubblicato sul sito ufficiale del Mipaaf Sezione Qualità e Sicurezza Vini DOP e IGP.[1]

## Tipologie

### Bianco
| uvaggio                        | Falanghina e/o Biancolella min 40%. Possono concorrere alla produzione altri vitigni a bacca bianca non aromatici idonei alla coltivazione nella provincia di Salerno max 60%. |
| titolo alcolometrico minimo    | 10,00 % vol. |
| acidità totale minima          | 5,0 g/l. |
| estratto secco minimo          | 14,00 g/l |
| resa massima di uva per ettaro | 120 q. |
| resa massima di uva in vino    | 70 % |

#### Caratteri organolettici
- Aspetto: paglierino più o meno intenso;
- Olfatto: delicato e gradevole;
- Gusto: asciutto, di giusto corpo, armonico.